# Музыкальный колледж имени Штефана Няги

## История
Вскоре после окончания войны в 1945 году было создано Кишинёвское музыкальное училище. В 1958 году училищу было присвоено имя молдавского композитора Штефана Няги. В 1964 году перед зданием училища Штефану Няге был установлен памятник (скульптор — Л. И. Дубиновский, архитектор — Ф. Наумов).
Обучение в училище проводилось по следующим специальностям: фортепьяно, струнные инструменты, духовые и ударные инструменты, народные инструменты, хоровое дирижирование, пение, теория музыки, артист ансамбля народного танца, культурно-просветительская работа.
Училище выпускало специалистов средней квалификации для исполнительских коллективов, для художественной самодеятельности, а также педагогов детских музыкальных школ. В учебном процессе было занято 240 преподавателей и концертмейстеров, среди них — 3 заслуженных учителя МССР, 4 заслуженных работника культуры МССР, 1 заслуженный артист МССР, 3 члена Союза композиторов СССР.
В 1982/83 учебном году в училище обучалось 858 учащихся. По состоянию на 1983 год за время существования училища подготовлено около 3450 специалистов.
Среди выпускников училища народный артист СССР, лауреат Государственно премии СССР В. К. Курбет, народные артисты МССР В. А. Гарштя, Е. Д. Дога, Т. Усач, Надежда Чепрага, заслуженный деятель искусств МССР В. Ротару и другие.
Вскоре после приобретения Республикой Молдова независимости училище было переименовано в музыкальный колледж.
В настоящее время в колледже трудятся около 220 работников. Возглавляет образовательное учреждение Пержу Георге Николаевич.
8 июля 2016 года на заседании Правительства Республики Молдова было принято решение о реорганизации музыкального колледжа в «Образцовый центр художественного образования». Решение также предусматривает, что Колледж изобразительных искусств им. А. Плэмэдялэ, Национальный хореографический колледж муниципия Кишинёв, Музыкально-педагогический колледж муниципия Бельцы и Художественный колледж им. Николае Ботгроса г. Сороки будут подведомствены, в целях лучшего управления, Образцовому центру художественного образования имени Штефана Няги.